# أياكو شيرايتشي
أياكو شيرايتشي هي مؤدية اصوات يابانية ، ولدت في 13 أبريل 1963 في أوئيتا ، اليابان.

## الأدوار
- تاماكو/هانادا في الرمية الملتهبة
- الممرضة جوي في بوكيمون
- سيكيكونكون/كينغتري في الرغيف العجيب
- ميكا كاياما في سايلور موون

## روابط خارجية
- أياكو شيرايتشي على موقع IMDb (الإنجليزية)
- أياكو شيرايتشي على موقع قاعدة بيانات الفيلم (الإنجليزية)
- أياكو شيرايتشي على موقع ANN person (الإنجليزية)